# Hipposideros wollastoni
Hipposideros wollastoni là một loài động vật có vú trong họ Dơi nếp mũi, bộ Dơi. Loài này được Thomas mô tả năm 1913.